# Florestina liebmannii
Florestina liebmannii là một loài thực vật có hoa trong họ Cúc. Loài này được Sch.Bip. ex Greenm. mô tả khoa học đầu tiên năm 1907.